# Chicualacuala (district)
Het Chicualacuala District is een district in de Provincie Gaza in het zuidwesten van Mozambique. De hoofdstad is Chicualacuala.